# Lilaeopsis masonii
Lilaeopsis masonii är en flockblommig växtart som beskrevs av Mildred Esther Mathias och Lincoln Constance. Lilaeopsis masonii ingår i släktet kryptungesläktet, och familjen flockblommiga växter. Inga underarter finns listade i Catalogue of Life.